# Schürfwunde

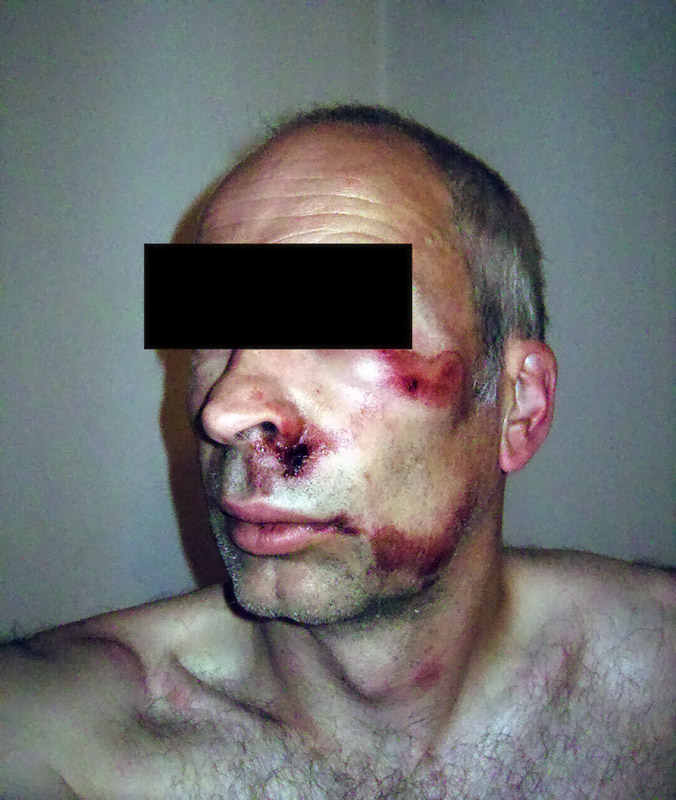
Durch einen Fahrradsturz entstandene Schürfwunden im Gesicht. 36 Stunden nach dem Sturz sind die durch Entzündungsreaktionen hervorgerufenen Schwellungen gut zu sehen.

Eine Schürfwunde oder Hautabschürfung ist eine oberflächliche Wunde, die entsteht, wenn die Haut durch Reibungskräfte verletzt wird, beispielsweise bei einem Sturz. Ist nur die Oberhaut betroffen, spricht man von einer Erosion, geht die Verletzung bis in die Lederhaut, von einer Exkoriation (Abhäutung).
Ist die Lederhaut (das Corium) dabei abgelöst, handelt es sich um eine Ablederung (Avulsio).
Obwohl es sich bei der Schürfwunde um keine gefährliche Verletzung handeln muss und sie oft ohne Behandlung schnell verheilt, sollte sie trotzdem ordentlich behandelt werden.
Dazu gehört:
1. Wundreinigung mit einem in sauberem Wasser getränkten Tuch/Lappen (im klinischen Setting mit steriler Flüssigkeit), um eventuell noch vorhandenes infektiöses Material oder Fremdkörper (z. B. Asphalt), die „Schmutztätowierungen“ hinterlassen können, zu entfernen. Dazu kann gelegentlich eine lokale Betäubung oder in sehr schweren Fällen sogar eine Narkose notwendig sein.
2. Wunddesinfektion;
3. Überprüfung des Impfstatus und gegebenenfalls Auffrischung der Tetanusimpfung, denn unter Hautlappen, die bei der Abschürfung entstanden sein können, finden die anaeroben Tetanuserreger (Clostridium tetani) optimale Bedingungen.

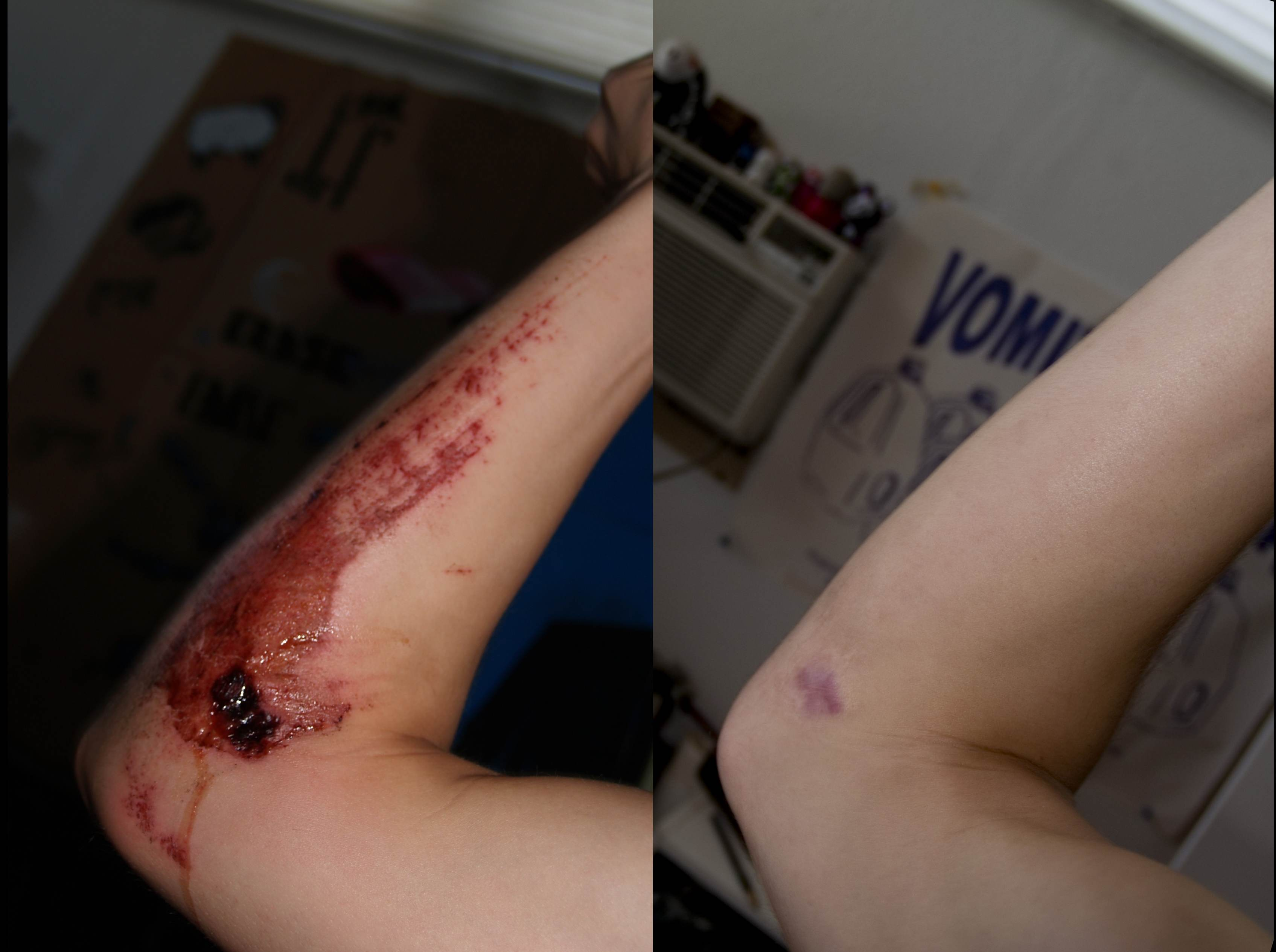
Schürfwunde am Arm. Links: in den ersten sieben Tagen, rechts: nach einem Jahr
Kreisrunde Schürfwunde am Knie